# برمسولفتالئین
برمسولفتالئین (به انگلیسی: Bromsulphthalein) با فرمول شیمیایی C20H8O10Br4S2Na2 یک ترکیب شیمیایی است. که جرم مولی آن ۸۳۸٫۰۰ گرم بر مول می‌باشد.